# ساي كيندال
ساي كيندال (بالإنجليزية: Cy Kendall)‏ هو ممثل أمريكي، ولد في 10 مارس 1898 في سانت لويس في الولايات المتحدة، وتوفي في 22 يوليو 1953 في وودلاند هيلز، كاليفورنيا في الولايات المتحدة بسبب مرض.

## وصلات خارجية
- ساي كيندال على موقع IMDb (الإنجليزية)
- ساي كيندال على موقع قاعدة بيانات الفيلم (الإنجليزية)